# グッドバイ・ママ
『グッドバイ・ママ』は、1976年7月22日から同年9月30日までTBS系列で放送されていたTBS製作のテレビドラマである。全11話。主演は平幹二朗・坂口良子。放送時間は毎週木曜 21時 - 21時55分 （日本標準時）。

## あらすじ
亡き恋人との間に出来た子供を産み、未婚の母となった香川あざみ。あざみ自身も不治の病に侵されており、余命いくばくもない状態であった。自身の亡きあとに残される子供の身を案じ、あざみは父親になってくれる男性探しに奔走する。

## キャスト
- 御手洗菊蔵：平幹二朗
- 香川あざみ：坂口良子
- 所長：中条静夫
- 津村洋介：大門正明
- 恂平：篠田三郎
- 渡辺：渡辺篤史
- 白浜：柴俊夫
- 敬太：岡田裕介
- 岩崎：伊東四朗
- 修：風間杜夫
- 杉本きみ子：范文雀
- 岸部修三
- 下條アトム
- 尾美利徳
- 甚九郎の妻：北林谷栄
- 横川甚九郎：宇野重吉

## スタッフ
- 脚本：市川森一
- 演出：堀川敦厚（後の堀川とんこう） - プロデューサーも兼務。

## 主題歌
- ジャニス・イアン「ラヴ・イズ・ブラインド〜恋は盲目〜」